# 布尔日区
布尔日区（法語：Arrondissement de Bourges）是法国谢尔省所辖的一个区。总面积2783.9平方公里，总人口171788，人口密度62人/平方公里（2018年）。主要城镇为布尔日。

## 辖区
布尔日区辖有128个市镇。